# Onciale 057
L'Onciale 057 (numerazione Gregory-Aland) è un codice manoscritto onciale del Nuovo Testamento, in lingua greca, datato paleograficamente al IV secolo.

## Testo
Il codice è composto da 1 spessi foglia di pergamena di 90 per 130 cm, contenenti un testo degli Atti degli Apostoli (3,5-6.10-12), con un commento. Il testo è scritto in due colonne per pagina e 27 linee per colonna.

### Critica testuale
Il testo del codice è rappresentativo del tipo testuale alessandrino. Kurt Aland lo ha collocato nella Categoria I.

## Storia
Il codice è conservato alla Musei statali di Berlino (P. 9808) a Berlino.